# آيت عزوز أو علي (آيت عزوز أوعلي)
آيت عزوز أو علي هو دُوَّار يقع بجماعة سيدي علال المصدر، إقليم الخميسات، جهة الرباط سلا القنيطرة في المملكة المغربية. ينتمي الدوّار لمشيخة آيت عزوز أوعلي التي تضم 3 دواوير. يقدر عدد سكانه بـ 1462 نسمة حسب الإحصاء الرسمي للسكان والسكنى لسنة 2004.

## وصلات خارجية
- البوابة الوطنية للجماعات الترابية
- المندوبية السامية للتخطيط